# Дмитриевский собор
Дми́триевский собо́р — действующий православный храм во Владимире, возведённый Всеволодом Большое Гнездо на княжеском дворе и освящённый в честь великомученика Димитрия Солунского. Канонический пример крестово-купольного белокаменного храма владимиро-суздальской архитектурной школы. Знаменит своей белокаменной резьбой. Входит в состав объекта Всемирного наследия под названием «Белокаменные памятники Владимира и Суздаля». В настоящее время[когда?] собор находится в оперативном управлении Владимиро-Суздальского музея-заповедника.

## Краткая история
Построен в эпоху наивысшего могущества и расцвета Великого княжества Владимирского великим князем Всеволодом Юрьевичем Большое Гнездо в честь своего небесного покровителя Дмитрия Солунского (князь Всеволод в крещении носил имя Димитрий). По Николаю Воронину, построен в 1194—1197 годах; по летописным данным, обнаруженным в 1990-х годах Татьяной Тимофеевой, — в 1191 году. Возводился храм из белого камня-известняка. В 1197 году постройка храма была завершена постановкой иконы Дмитрия Солунского и серебряного чеканного ковчежца, где находилась «сорочка» — частица одежды, пропитанная кровью мученика.
В Лаврентьевской летописи об этом рассказывается так:
Многы же церкви созда по власти своей, ибо созда церковь прекрасну на дворе своем святаго мученика Дмитрия и украси ю дивно иконами и писаньем. И принесъ доску гробную изъ Селуня святаго мученика Дмитрия, мюро непрестанно точащю на здравье немощным, в той церкви постави; и сорочку того же мученика ту же положи.
В создании внутренних росписей, по мнению многих исследователей, принимали участие греческие мастера — возможно, из Салоник, центра почитания св. Димитрия.
В 1237 году собору суждено было разделить судьбу столицы Владимирского княжества. Повреждённый и разграбленный монголо-татарами, храм впоследствии ещё не раз горел (в 1536, 1719 и 1760 годах).
В ходе «реставрации» 1837—1839 годов по распоряжению Николая I собору был придан «первобытный вид». Из-за невежественности ревнителей старины храм тогда лишился интереснейших частей — лестничных башен и галерей, которые были ошибочно сочтены поздними привнесениями. Поскольку галереи имели функцию контрфорсов, после их уничтожения по стенам пошли трещины, а в 1903 году лопнуло железное кольцо снизу барабана. В 1883 году к храму была пристроена миниатюрная звонница с длинной трубой калорифера, которую разобрали в 1939 году (одновременно с железной оградой).
В 1918 году в соборе работала Комиссия по сохранению памятников живописи под руководством Игоря Грабаря. В 1919 году храм был закрыт для богослужений. Глава собора была впервые позолочена после реставрационных воздействий 1950-х годов. В ходе последнего этапа реставрационных работ (1999—2004) были устроены водосточные трубы, заменили крест на куполе, создали микроклимат, а также покрыли рельефы и белый камень защитной пластической смесью.
Ныне внутри собора размещается музейная экспозиция. Вход в здание платный. Первая за многие десятилетия литургия прошла в 2011 году, однако Русской православной церкви собор передан не был и остаётся частью музея-заповедника.

## Архитектурные особенности
Собор одноглавый, четырёхстолпный, трёхапсидный. Первоначально собор окружали галереи с лестничными башнями, соединявшие его с княжеским дворцом (разобраны при реставрации в XIX веке), по которым князь и его семья ходили в храм на богослужение. Размеры собора невелики, поскольку он строился только для семьи князя и был его домовой церковью. Ширина его 14,8 м, общая длина 19,4 м; наружная высота по закомарам 17,3 м, по куполу 29,6 м; диаметр барабана 6,8 м.
Стены, столпы и подпружные арки сложены из тёсаного известняка с забутовкой туфом на известковом растворе, своды для облегчения выполнены из пористого известково-туфового камня. Внутри стен имеются связи в виде дубовых брусьев толщиной около 20 см. Фундамент глубиной около 1 м, в верхней части из грубо отёсанного камня, в нижней из булыжника и туфового лома на растворе.
Фасадная часть собора состоит из трёх ярусов, нижний лишён убранства, и на его фоне видны только резные порталы. Второй ярус — это аркатурный колончатый пояс с белокаменными фигурами и орнаментом. Третий ярус прорезан узкими окнами и полностью покрыт резьбой, которая заметна и на купольном барабане. Венчает собор золочёный пологий купол в форме богатырского шлема. На куполе водружён широкий крест из золочёной меди.

На южном фасаде храма расположена масштабная композиция «Вознесение Александра Македонского на небеса». Сюжет композиции не традиционен для православного храма, однако в XII веке был очень популярен. На руках у Александра Македонского сидят маленькие львята, которые так манят грифонов — ужасных чудовищ. 
Псалмопевец царь Давид, поющий и сидящий с гуслями в руках, является главной фигурой в убранстве и занимает центральное место на всех фасадах.

## Рельефы
Собор знаменит своей белокаменной резьбой — его стены украшают около 600 рельефов, изображающих святых, мифических и реальных животных. Большинство рельефов сохранились в первоначальном виде, некоторые были заменены при реставрации XIX века (по М. С. Гладкой, практически точными копиями).
Прославление княжеской власти было главной идеей фасадной скульптуры собора, поэтому на ней изображено множество геральдических символов — львов, орлов, грифонов, кентавров, сцен охоты, борьбы зверей и т. п..
Мотивы рельефов:
- улыбающиеся львы;
- святой Никита избивает беса;
- царь Давид, поющий и играющий на славянских гуслях;
- грифон, терзающий зайца;
- охотник (возможно, Геракл), убивающий льва;
- скачущий всадник;
- птица Сирин борется с барсом;
- великий князь Всеволод Юрьевич со своими пятерыми сыновьями[комм. 1] и многие другие[5].

В связи с богатой белокаменной отделкой, которая почти полностью обволакивает храмовые стены, храм называют «белокаменной книгой».
- Улыбающиеся львы
- Фигуры святых
- Аркатурный пояс
- Рельеф одного из порталов

## Внутреннее убранство
От внутреннего убранства до нас дошли несколько фрагментов фресок XII века, в частности, фрагменты композиции «Страшный суд».
В состав экспозиции входит четырёхметровый купольный крест (реплика с оригинала), созданный владимирскими реставраторами в 1960 году. Изготовлен из латуни с просечным орнаментом на каркасе, вероятно, XVIII века. Снят с главы собора и заменён очередным новоделом в 2002 году. Также в числе экспонатов икона Дмитрия Солунского и ковчежец-мощевик, принесённые в храм в 1197 году, впоследствии попавшие в Москву и вернувшиеся обратно в собор из столичных музеев в копиях. В соборе находится надгробие первого владимирского генерал-губернатора графа Романа Воронцова.
- Фрески «Страшный суд» и улыбающиеся львы
- Подкупольное пространство и своды собора
- Центральная апсида с иконой Дмитрия Солунского, купольным крестом и ковчежцем-мощевиком
- Фреска из Дмитриевского собора во Владимире (северная часть свода). Изображены апостолы: Павел, Матфей, Марк, Симон, Иаков, Фома.

## Комментарии
1. ↑  С. Голицын считает, что Всеволод Юрьевич держит на руках своего сына Святослава, а подбегают к нему Константин, Юрий, Ярослав и Владимир. — См.: Голицын С. . Сказания о белых камнях. — Ярославль: Верхне-Волжское кн. изд-во, 1987. — 222 с.